# La Bérarde
La Bérarde is een klein bergdorp in de Franse gemeente Saint-Christophe-en-Oisans. Op 1727 meter hoogte in het dal van Vénéon gelegen ligt het dorp in het midden van de Massif des Ecrins in de streek Oisans. Het dorp is een startpunt voor vele alpinistische en klimroutes. 

## Toegang
De toegang tot La Bérarde loopt via een korte en relatief smalle weg. Merk op dat de weg 's winters vanaf het gehucht van Clos-Pres soms gesloten is vanwege het gevaar op lawines.

## Verwoesting
Op 21 juni 2024 werd La Bérarde getroffen door extreme regenval, waardoor omliggende bergbeken veranderden in kolkende rivieren die bruggen en wegen vernielden.  De gendarmerie heeft de bevolking per helikopter geëvacueerd. Er waren geen slachtoffers en geen gewonden. Nadat La Bérarde ook nog werd getroffen door modderstromen met grind en rotsblokken zijn de meeste huizen, waaronder ook de kapel, in het dorp totaal verwoest. Ook mede door het totaal leeglopen van het gletsjer-meer van Glacier de Bonne-Pierre diezelfde dag. Enkel de CAF-refuge Chalet Alpin de la Bérarde werd gespaard. Sinds de ramp is zowel het dorp Les Etages, dat ook deels verwoest is, als La Bérarde verboden gebied en is de weg ernaar versperd. Men hoopt La Bérarde terug leefbaar te maken tegen de zomer van 2027. Maar de prognoses zijn zeer ongunstig omdat zoiets als wat gebeurde in 2024 nog kan gebeuren. 

## Afbeeldingen

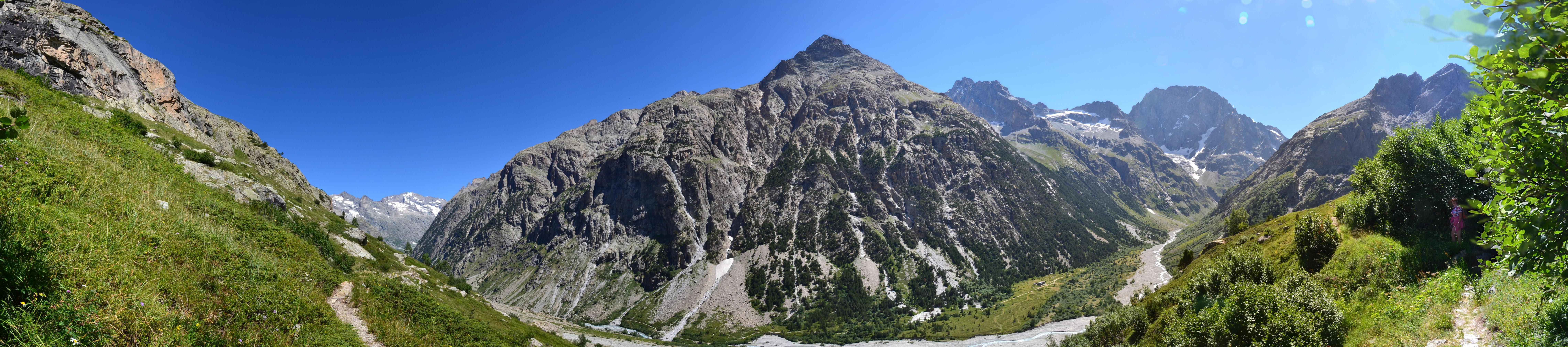
Ten zuiden van La Bérarde
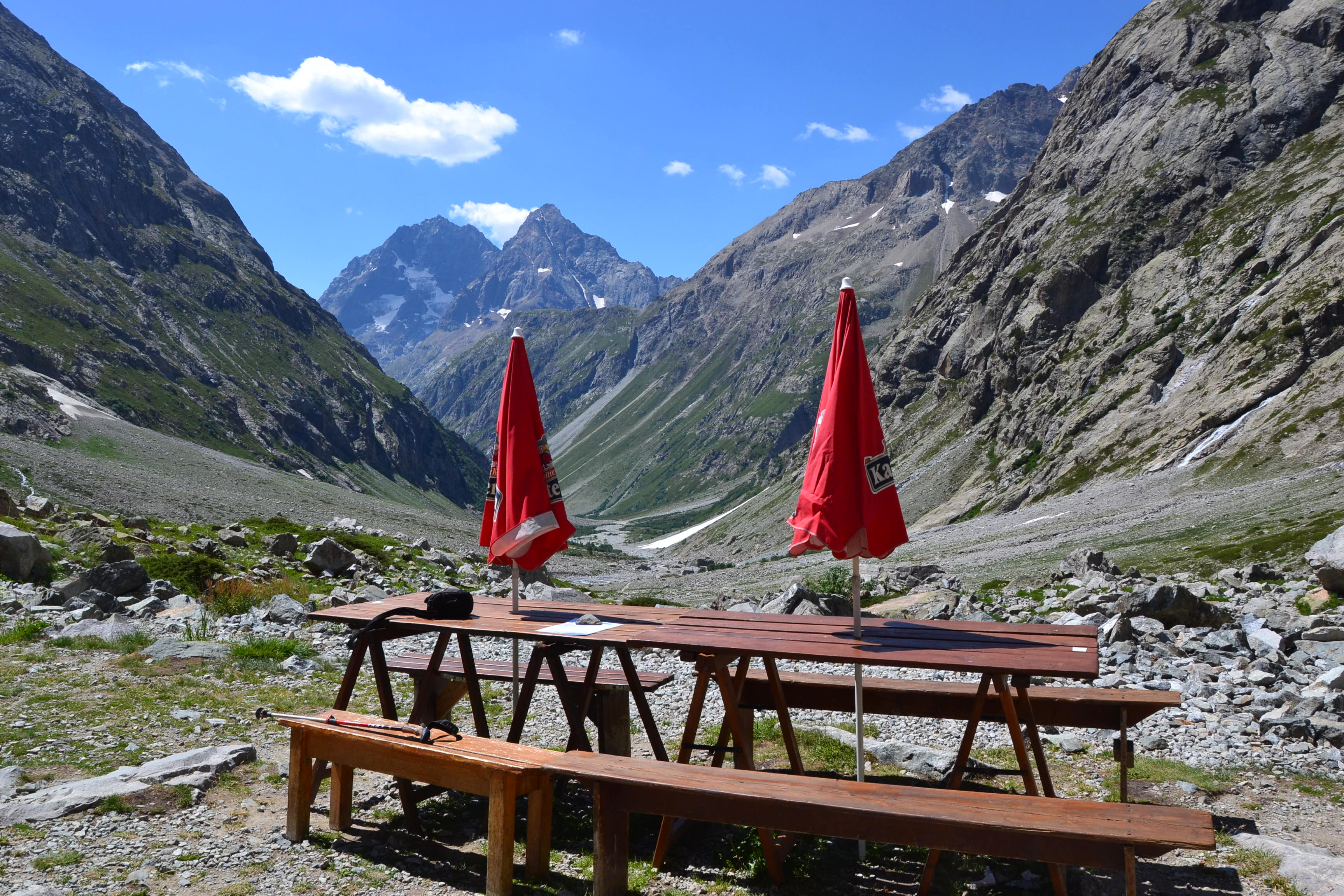
Uitzicht vanaf de Refuge du Chatelleret, ten noorden van La Bérarde

## Voetnoten en referenties
1. ↑   Modderstroom spoelt enige toegangsweg tot Frans bergdorp La Bérarde weg: "Ook Belgen met helikopter geëvacueerd” Het Laatste Nieuws, gepubliceerd 21 juni 2024, geraadpleegd 7 juli 2024
2. ↑   Bergdorp vernietigd door modderlawine Bergsport-weblog, gepubliceerd 21 juni 2024, geraadpleegd 7 juli 2024